# Émile Boirac
Émile Boirac (Guelma, 26 de agosto de 1851 - Dijon, 20 de setembro de 1917) foi um filósofo, presidente da universidade de Grenoble em 1898 e presidente da universidade de Dijon em 1902, e médium francês. Ele promoveu o ensino de esperanto. 

## Biografia
Associado (1874) e doutor (1894) em filosofia, lecionou filosofia por 26 anos em várias escolas secundárias, incluindo 15 anos no Lycée Condorcet (1882-1897). Ele foi nomeado presidente da Universidade de Grenoble em 1898 e presidente da Universidade de Dijon em 1902. Ele participou do comitê que criou a delegação para a adoção de um idioma auxiliar internacional. 
Promotor proeminente do esperanto, presidiu o primeiro congresso mundial de esperanto em Boulogne-sur-Mer, de 7 a 12 de agosto de 1905 e dirigiu a Academia de Esperanto. Na Borgonha, ele incentivou o aprendizado das crianças pela língua, em particular apoiando a ação de Émile Bord. 
Ele também é conhecido por popularizar o conceito de déjà vu (1876) para caracterizar a sensação de já ter experimentado uma situação. Ele também propôs o termo "metagnomia" para falar da aquisição de conhecimento por outros meios que não os cinco sentidos (o que atualmente chamamos de percepções extra-sensoriais). 

## Publicações
- L'Idée du phénomène : étude analytique et critique  (A ideia do fenômeno: estudo analítico e crítico) tese de doutorado, apresentada na Faculdade de Letras de Paris, Paris, Félix Alcan, coll. "Biblioteca de filosofia contemporânea" (1894)

- Tradução de monodalogia do esperanto por Leibniz (1902)
- Illosileto kvarlingva (1903)
- Perdita kaj retrovita (1905)
- O que é o esperanto? (1906)
- Congresso Esperanto de Genebra (1906)
- Pri la homa radiado (1906)
- Tradução em esperanto de "Don Juan" de Molière (1909)
- Tradução em esperanto de O outro homem sábio por Henry van Dyke (1909)
- Plena Vortaro EEa (1909)
- O Problema da Língua Internacional (1911)
- Vortaro do Oficialaj Radikoj (1911)
- Fundamentaj principoj la vortaro esperanta (1911)
- O futuro das ciências psíquicas (1917)